# Marmaroplegma conspersa
Marmaroplegma conspersa är en fjärilsart som beskrevs av Aurivillius 1921. Marmaroplegma conspersa ingår i släktet Marmaroplegma och familjen Eupterotidae. Inga underarter finns listade i Catalogue of Life.